# Cut-out
In fotografia, la tecnica del cut-out (indicata anche come desaturazione parziale, colore selettivo o con altre denominazione analoghe) consiste nell'eliminare i colori (desaturare) di una fotografia lasciando però alcuni particolari nel loro colore originale. Spesso (ma non necessariamente) i particolari che non subiscono desaturazione sono tutti quelli di un certo colore o di una certa gamma di colori.